# Håkan Lindström
Nils Håkan Lindström (Luleå, 21 de marzo de 1952) es un deportista sueco que compitió en vela en la clase Star. Ganó una medalla de plata en el Campeonato Europeo de Star de 1978.

## Palmarés internacional
| Campeonato Europeo | Campeonato Europeo       | Campeonato Europeo | Campeonato Europeo |
| Año                | Lugar                    | Medalla            | Clase              |
| ------------------ | ------------------------ | ------------------ | ------------------ |
| 1978               | Medemblik (Países Bajos) | Medalla de plata   | Star               |